# Arboga

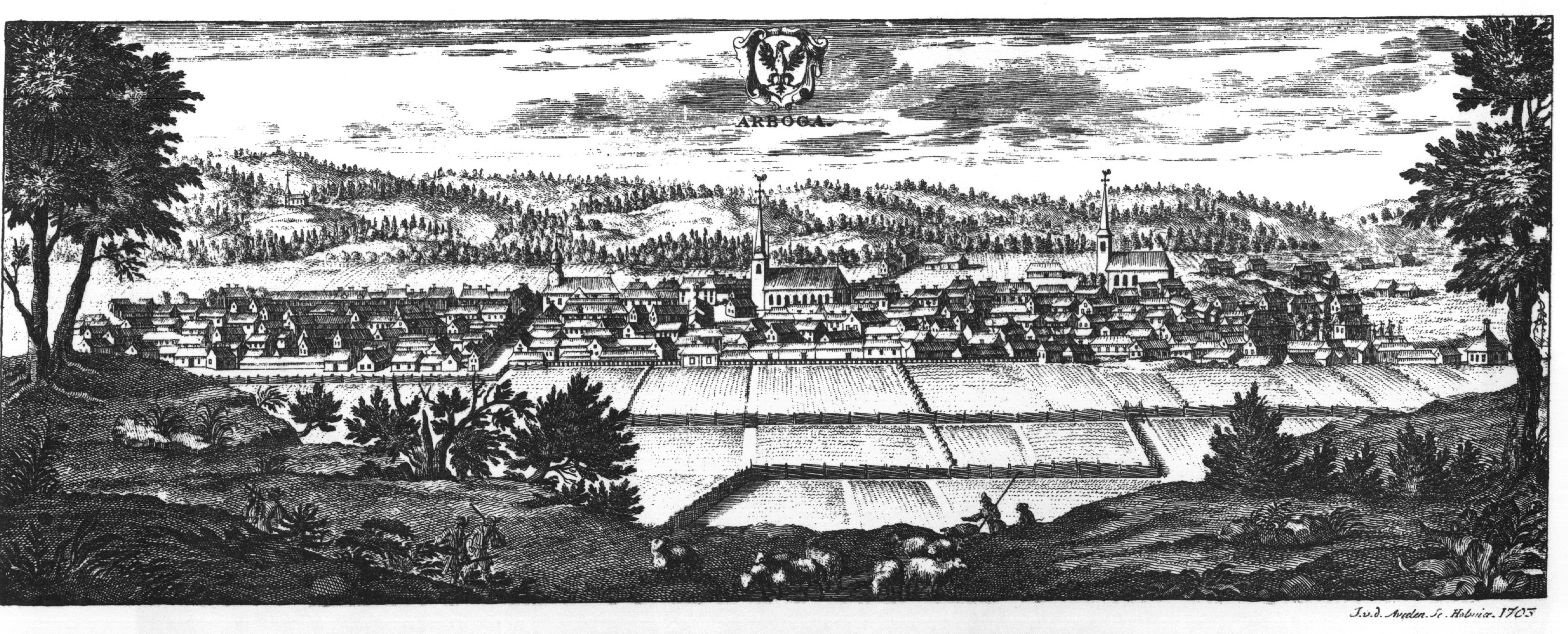
Arboga um 1700

Arboga (deutsch veraltet: Arbogen) ist eine Stadt in der schwedischen Provinz Västmanlands län und der historischen Provinz Västmanland. Sie ist Hauptort der Gemeinde Arboga und hatte 2015 fast 11.000 Einwohner. Der Name des Ortes ist erstmals 1286 als Arbugæ belegt und beinhaltet eine altschwedische Bezeichnung für Flussbiegung, an der die Stadt liegt.
Seit dem Mittelalter wurde in Arboga eine ungewöhnlich starke Biersorte gebraut. Die Brauerei ist auch heute noch als Museum in der Innenstadt zu finden. Die Biersorte Arbogaöl wird heute von einem größeren Bierproduzenten vertrieben.

## Geschichte

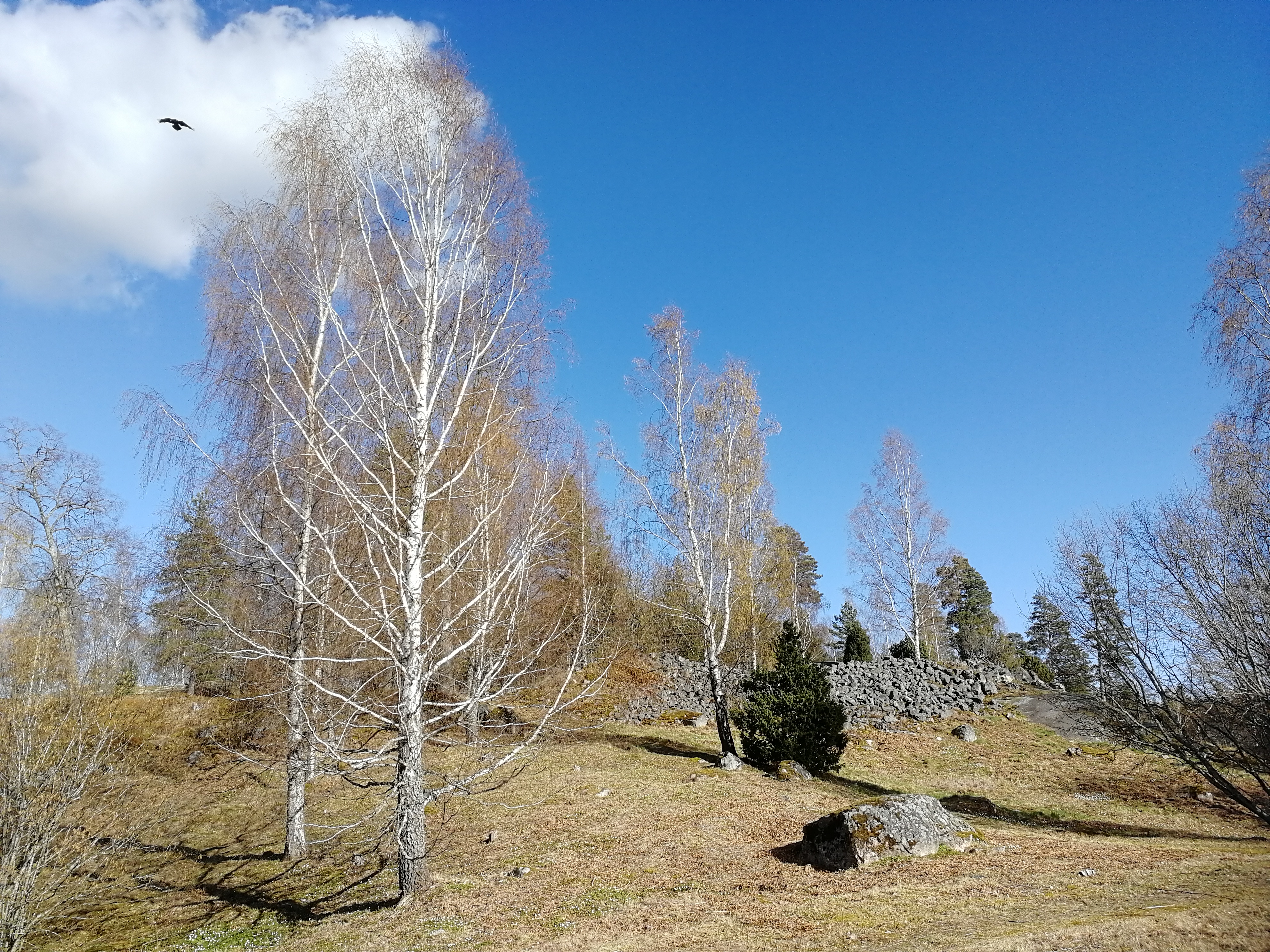
Halvarsborg

Der Ort erhielt im 13. Jahrhundert die Stadtrechte, doch eine Siedlung und die Halvardsborg gab es hier schon lange vorher. 1435 fand in Arboga ein Treffen der schwedischen Standesgruppen statt, das heute allgemein als erster schwedischer Reichstag angesehen wird. Bei diesem Treffen wurde der Bergmann Engelbrekt Engelbrektsson zum Rikshövitsman gewählt, was die militärische Entsprechung zum Reichsverweser darstellte.
1561 ließ König Erik XIV. einen weiteren Ständereichstag in Arboga durchführen. Dabei diktierte er die so genannten „Artikel von Arboga“, in denen die Macht der Fürsten zu seinen Gunsten eingeschränkt wurde.
1710 war Arboga für ein halbes Jahr schwedische Hauptstadt. In Stockholm herrschte in diesem Jahr die Pest, und man beschloss, viele Ämter und den königlichen Senat nach Arboga zu verlegen. Bevor die Beamten ihre Arbeit aufnehmen konnten, mussten die königlichen Schiffe über einen längeren Zeitraum im Hafen in Quarantäne liegen.

## Verkehr
Die Stadt ist heute ein Verkehrsknotenpunkt, da sich hier die Europastraßen 18 und 20 treffen. In Arboga halten auch Züge der Bahnstrecke Stockholm–Örebro, die von Stockholm nach Hallsberg verläuft. Südöstlich der Stadt liegt der Flugplatz Arboga mit dem Arboga robotmuseum für militärische Lenkflugkörper.

## Bildergalerie

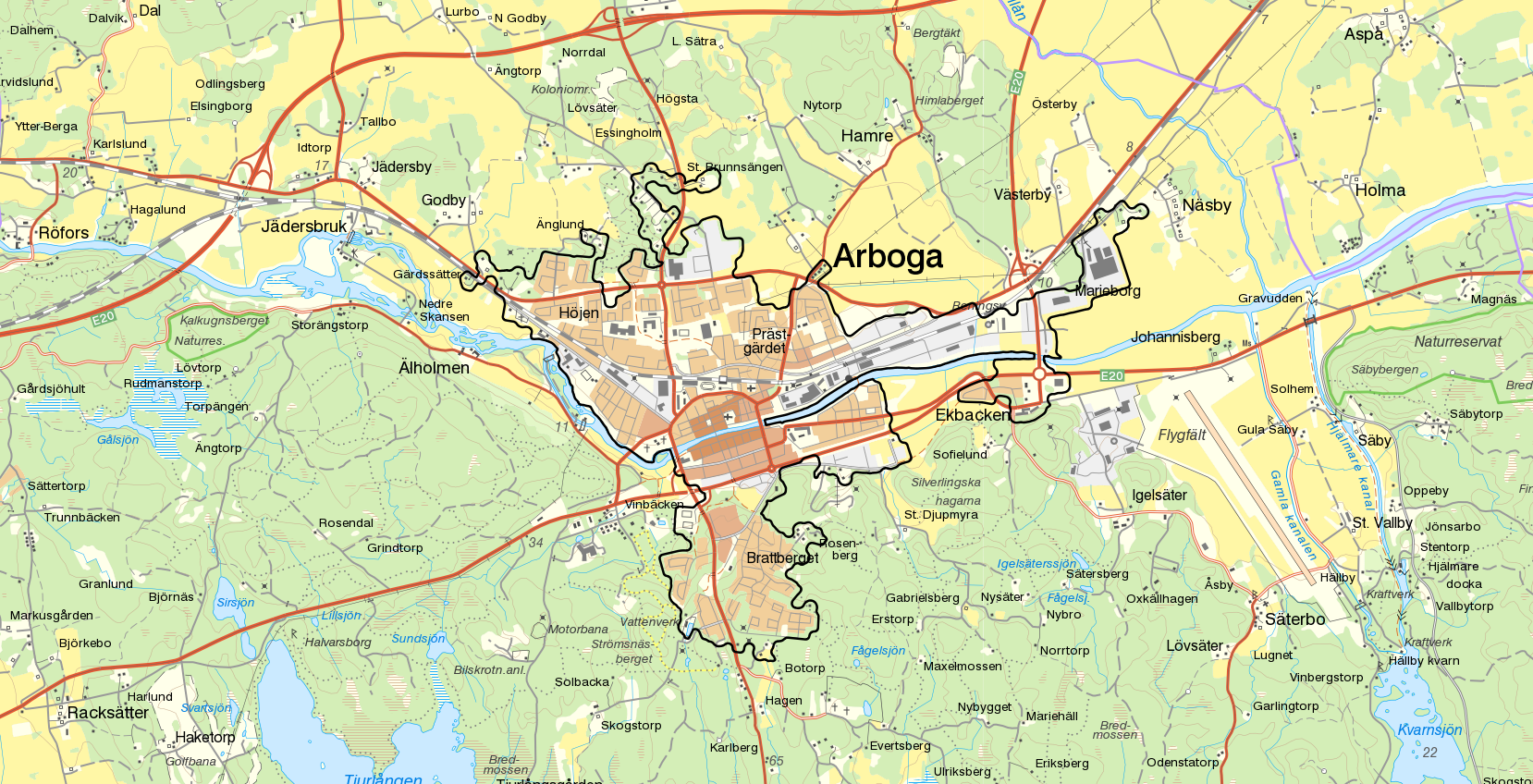
Karte
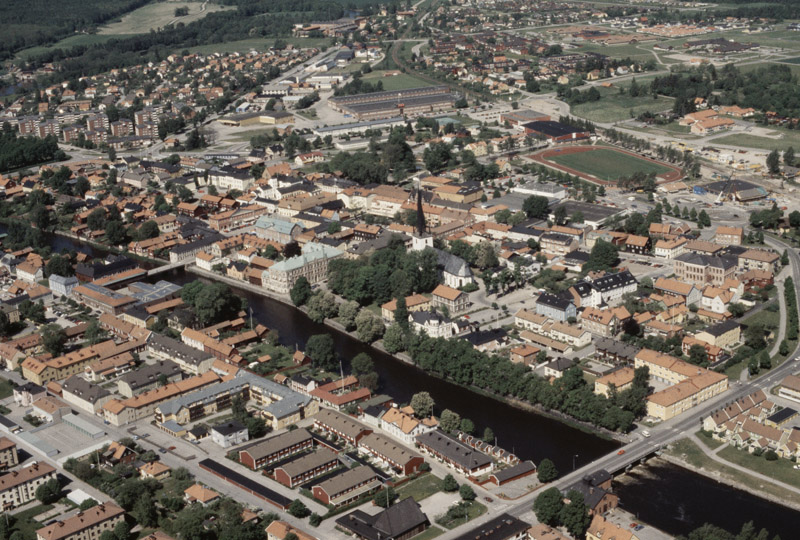
Arboga (1996)
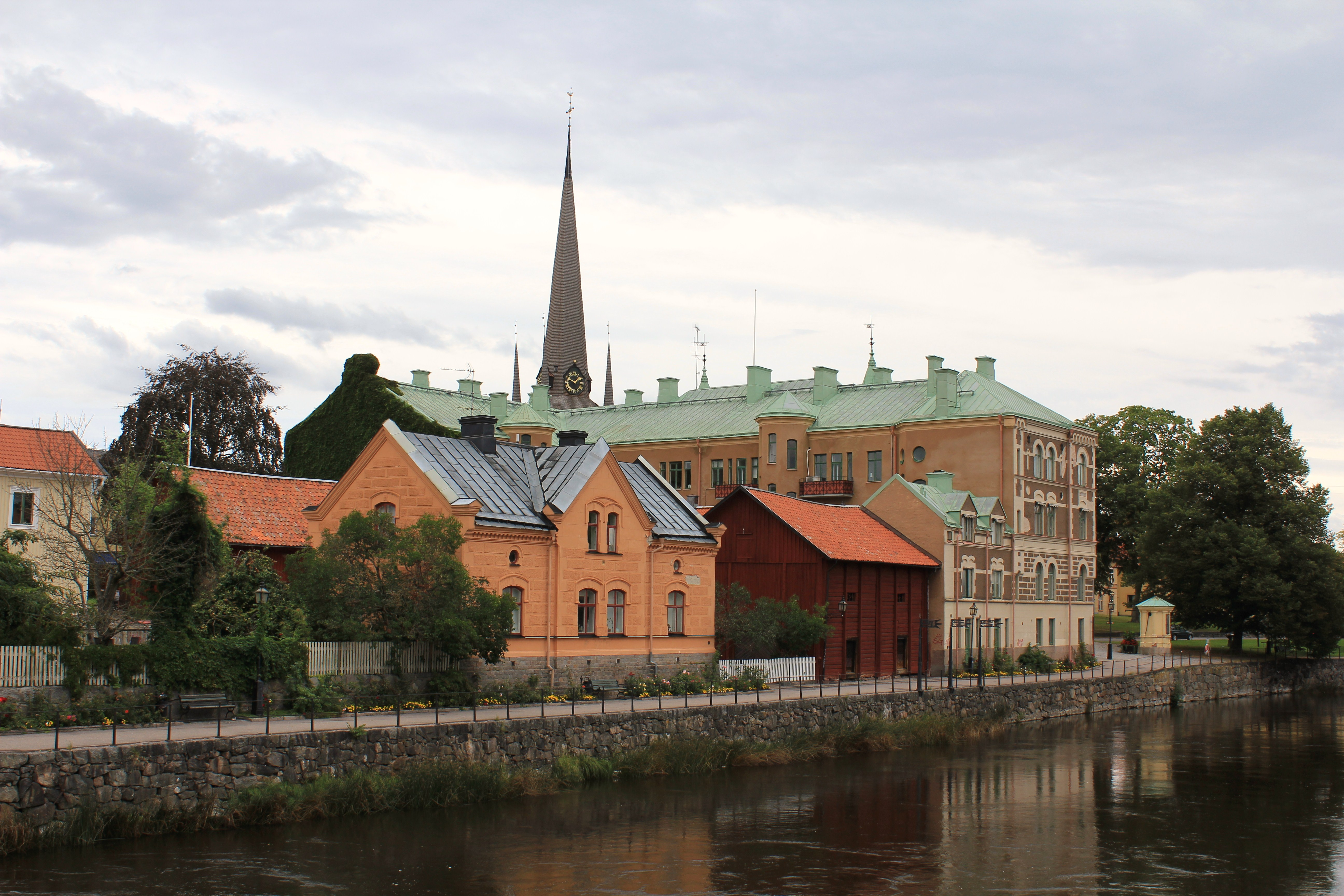
Arboga (2011)
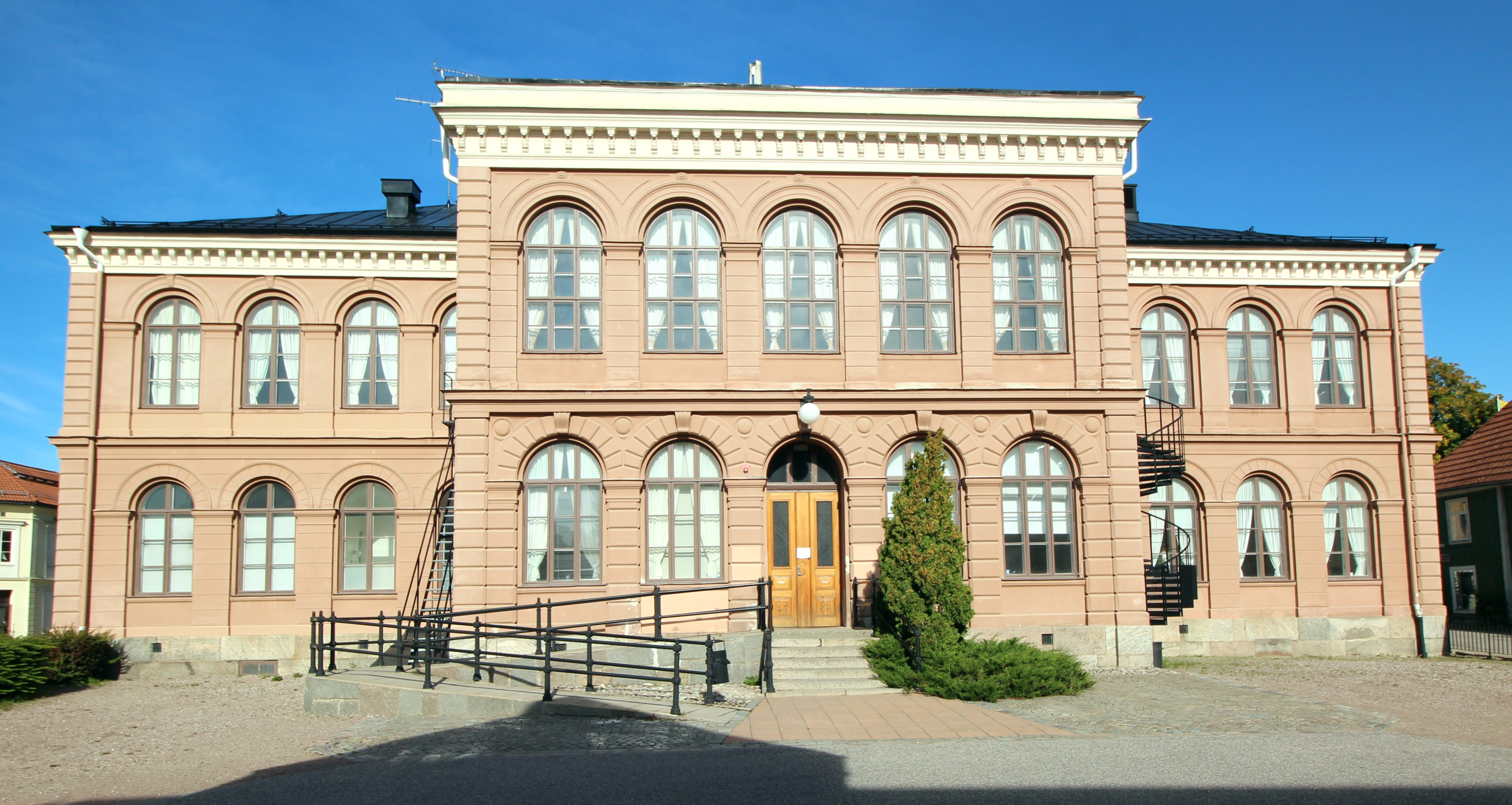
Schule (2019)
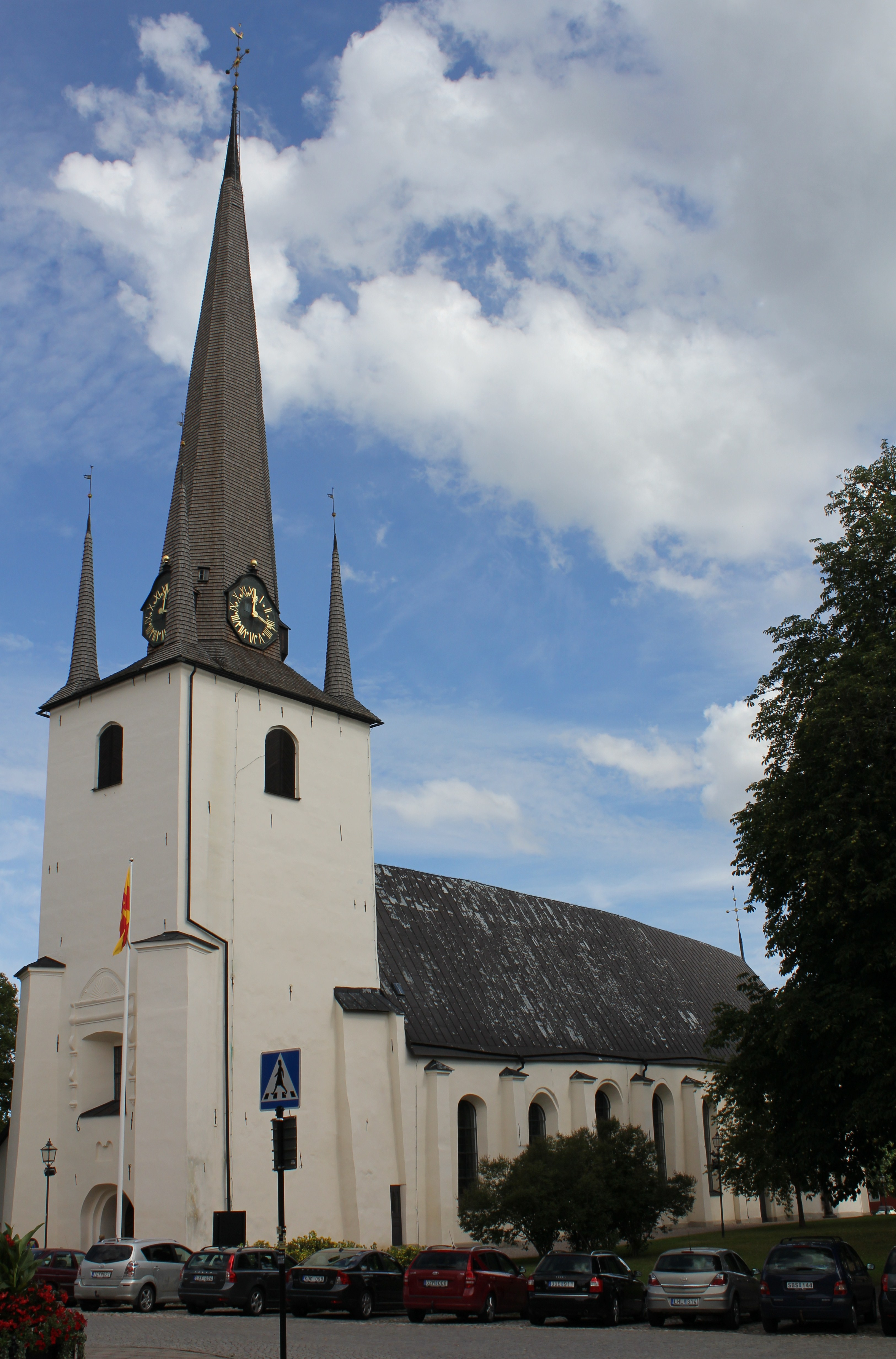
Kirche (2011)

## Persönlichkeiten

### Hier geboren
- Philipp von Scheiding (1578–1646), Statthalter in Estland
- Bibi Johns (* 1929), Schlagersängerin und Filmschauspielerin
- Majda Ra’ad (1942–2025), schwedisch-jordanische Prinzessin des haschimitischen Königreichs Jordanien
- Kent Roland Karlsson (* 1945), Fußballspieler und -trainer
- Leif Andersson (* 1949), Ringer
- Johan Rosén (* 1967), Eishockeyspieler
- Markus Lutteman (* 1973), Schriftsteller und Journalist